# دن گولدی
 دن گولدی (انگلیسی: Dan Goldie؛ زاده ۳ اکتبر ۱۹۶۳) یک تنیس‌باز اهل ایالات متحده آمریکا است.